# Frenk Lampard
Frenk Lampard (engl. Frank Lampard; 20. jun 1978) engleski je fudbalski trener i bivši fudbaler. Trenutno je trener 
Koventri sitija. Najbolji je strelac u istoriji Čelsija, za koji je nastupao 13 godina. Rođen je u Romfordu, Londonu u Engleskoj. Sin je Frenka Lamparda Starijeg. Dva puta je osvojio FA kup sa Vest Hem junajtedom.
Lampard je bivši reprezentativac Engleske. Sa Čelsijem je osvojio Ligu šampiona (2011/12), Ligu Evrope (2012/13), tri titule Premijer lige (2004/05, 2005/06 i 2009/10), četiri puta FA kup (2007, 2009, 2010 i 2012), dva puta Engleski Liga kup (2005 i 2007), dva puta FA Komjuniti šild (2005 i 2009), a uzeo je i sa Vest Hemom Intertoto kup 1999. godine. U novembru 2005. proglašen je za drugog najboljeg igrača veznog reda u Evropi. Našao se odmah iza Ronaldinja, dok je mesec dana kasnije proglašen za drugog FIFA Najboljeg igrača sveta, opet iza Ronaldinja. Bio je nominovan i za FWA fudbalera godine u 2005. godini.

## Karijera
- Pridružio se Vest Hem junajtedu, gde je njegov otac bio asistent menadžera. Godine 1994. igrao je u mladoj ekipi, a potpisao je profesionalni ugovor 1. jula 1995. godine.
- U oktobru 1995, pozajmljen je drugoligašu Svonsiju. Svoju debitantsku utakmicu u ligi odigrao je kao član te ekipe. Utakmica se igrala 7. oktobra i igrala je protiv Bredforda. Svonsi je pobedio sa 2:0. Igrao je svega 9 utakmica u ligi za Svonsi i dve utakmice u Kupu. Postigao je jedan gol, njegov prvi u karijeri protiv Brajtona. U januaru 1996, Lampard se vraća u Vest Hem junajted.
- 31. januara debitovao je za Vest Hem protiv Koventrija, ali se izborio za mesto u startnoj postavi. Onda je polomio svoju desnu nogu u utakmici protiv Aston Ville 15. marta 1997. godine.
- Prvi gol za Vest Hem dao je u sezoni 1997/98 na gostovanju protiv Barnslija.
- U sezoni 1998/99, postao je standardni igrač „Čekićara“.
- Lampard prelazi u Čelsi za 11 miliona
- Lampard je debitovao za Čelsi u prijateljskoj utakmici protiv Lejton Orijenta 26. jula 2001, ali je prvi gol dao u drugoj prijateljskoj utakmici protiv Nortempton Tauna.
- U ligi je debitovao protiv Njukasla, gde je rezultat bio nerešen, 1:1
- U svojoj karijeri u Čelsiju dobio je samo 2 crvena kartona.
- Sezone 2002/03, Lampard je uživao u solidnoj sezoni u kojoj je dao 8 golova, gde je Čelsi završio četvrti u Premijer ligi i dobio šansu da ide u Ligu šampiona, što je Frank Lampardu bilo novo iskustvo.
- U sezoni 2003/04, Lampard je sa Čelsijem došao do polufinala Lige šampiona gde su izgubili od AS Monaka. Lampard je dao 4 gola u 14 utakmica. Iste sezone, Čelsi je završio na drugoj poziciji iza Arsenala, koji tada osvojio ligu.
- Sezona 2004/05. je bila najuspešnija za Čelsi u istoriji tog kluba. Frenk Lampard je igrao svih 38 utakmica u prvenstvu i sa svojih 13 postignutih golova pomogao Čelsiju da dođe do titule. Postigao je 4 gola u Ligi šampiona, gde je Čelsi došao do polufinala. Njegova 2 gola u 6 mečeva su isto pomogli u osvajanju Liga kupa.
- U sezoni 2005/06, dao je 16 golova u Premijer ligi, 2 gola u Ligi šampiona i 2 gola u kupovima.
- U oktobru 2005. godine, Žoze Murinjo je rekao da je najbolji igrač na svetu.
- Od sezone 2006/07. bio je kapiten Čelsija. U toj sezoni postigao je 21 gol u svim takmičenjima.
- Navijači su ga proglasili najomiljenijim igračem navijača.
- Postigao je svoj prvi het-trik u trećem kolu FA kupa protiv Maklesfild Tauna 6. januara 2007. godine.
- Posle osvajanja FA kupa, Frank Lampard je izjavio da želi da ostane u klubu zauvek.
- Sezonu 2007/08. je počeo uspešno. Postigao je 3 gola u Premijer ligi, dao jedan gol protiv Nemačke u prijateljskoj utakmici, dva gola protiv Midlsboroa, het trik u Karling kupu protiv Lester Sitija i pogodak protiv Vigana. Nakon toga, morao je da pauzira zbog povrede.
- Vratio se za utakmicu protiv Liverpula, koja je završena rezultatom 0:0.
- Postigao je svoj 100. i 101. pogodak u utakmici protiv Hadersfilda u šestoj rundi FA kupa u februaru 2008. Time je postao 8. igrač sa preko 100 pogodaka u istoriji Čelsija.
- Nakon 100. pogotka, obukao je majicu sa porukom: „100 nije uzalud, svi su posvećeni vama, hvala”.
- Protiv Derbija kauntija postigao je 4 gola u utakmici koja je završena rezultatom 6:1.
- Postigao je odlučujući gol protiv Fenerbahčea u Ligi šampiona, kojim je odveo Čelsi u polufinale Lige šampiona.
- 30. aprila 2008, Lampard je imao nesrećan porodični slučaj, umrla mu je majka, ali i pored toga odlučio je da igra u utakmici polufinala FA kupa protiv Liverpula. U 98. minutu, u produžecima, dosuđen je penal za Čelsi, koji je Lampard pretvorio u pogodak. Čelsi je prošao u finale ukupnim rezultatom 4:3.
- U finalu Lige šampiona 2008. postigao je izjednačujući pogodak, ali Čelsi je izgubio posle izvođenja penala.
- Posigao je ukupno 211 pogodaka za Čelsi, što ga čini igračem koji je dao najviše golova u istoriji kluba.
- Lampard je prvi Čelsijev igrač koji je ikada dao het-trik u oba engleska kupa.

## Trofeji
FK Vest Hem junajted
- Intertoto kup : 1999.

 FK Čelsi
- UEFA Liga šampiona : 2011/12.
- UEFA Liga Evrope : 2012/13.
- Premijer liga : 2004/05, 2005/06, 2009/10.
- FA kup : 2007, 2009, 2010, 2012.
- Karling kup : 2005, 2007.

## Spoljašnje veze
- Profil na sajtu